# Eustachys calvescens
Eustachys calvescens är en gräsart som först beskrevs av Eduard Hackel, och fick sitt nu gällande namn av José Aristida Alfredo Caro och Evangelina A. Sánchez. Eustachys calvescens ingår i släktet Eustachys och familjen gräs. Inga underarter finns listade i Catalogue of Life.